# Antal Róka
Antal Róka, född 25 juni 1927 i Cașinul Nou i Rumänien, död 16 september 1970 i Siófok i Somogy, var en ungersk friidrottare.
Róka blev olympisk bronsmedaljör på 50 kilometer gång vid sommarspelen 1952 i Helsingfors.